# A legtöbbet eladott mangák listája
Ez az oldal felsorolja a legkelendőbb manga sorozatokat. Ez a lista csak a Japán mangákra korlátozódik, a Manhva, Manhua, és az eredeti angol nyelvű mangákat nem tartalmazza. A legmagasabb eladási becslés alapján van rangsorolva. A jelenleg is sorozatban lévőket a zöld szín jelzi. 

## 100 millió felett
| Cím                                               | Szerző(k)                                  | Kiadó      | Korosztály    | Kiadott kötetek száma | Széria          | Eladott darabszám |
| ------------------------------------------------- | ------------------------------------------ | ---------- | ------------- | --------------------- | --------------- | ----------------- |
| One Piece                                         | Oda Eiicsiró                               | Shueisha   | Sónen         | 84                    | 1997–napjainkig | 490 millió        |
| Dragon Ball                                       | Torijama Akira                             | Shueisha   | Sónen         | 42                    | 1984–1995       | 350 millió        |
| Golgo 13                                          | Szaitó Takao                               | Shogakukan | Szeinen       | 183                   | 1968–napjainkig | 300 millió        |
| Naruto                                            | Kisimoto Maszasi                           | Shueisha   | Sónen         | 72                    | 1999–2014       | 250 millió        |
| Conan, a detektív                                 | Aojama Goso                                | Shogakukan | Sónen         | 91                    | 1994–napjainkig | 250 millió        |
| Doraemon                                          | Fudzsiko Fudzsio                           | Shogakukan | Kodomo        | 45                    | 1969–1996       | 250 millió        |
| Kochira Katsushika-ku Kameari Kōen-mae Hashutsujo | Akimoto Oszamu                             | Shueisha   | Sónen         | 200                   | 1976–2016       | 156 millió        |
| Pokémon Adventures                                | Kuszaka Hidenori, Mato és Jamamoto Szatosi | Shogakukan | Sónen         | 52                    | 1997–napjainkig | 150 millió        |
| Oisinbo                                           | Karija Tecu és Hanaszaki Akira             | Shogakukan | Szeinen       | 111                   | 1983–napjainkig | 130 millió        |
| Slam Dunk                                         | Takehiko Inoue                             | Shueisha   | Sónen         | 31                    | 1990–1996       | 120 millió        |
| Astro Boy                                         | Tezuka Oszamu                              | Kobunsa    | Sónen         | 23                    | 1952–1968       | 100 millió        |
| Hokuto no ken                                     | Buronson és Hara Tecuo                     | Shueisha   | Sónen         | 27                    | 1983–1988       | 100 millió        |
| JoJo's Bizarre Adventure                          | Hirohiko Araki                             | Shueisha   | Sónen/Szeinen | 117                   | 1987–napjainkig | 100 millió        |
| Touch                                             | Adacsi Micuru                              | Shogakukan | Sónen         | 26                    | 1981–1986       | 100 millió        |

## 50 és 100 millió között
| Cím                           | Szerző(k)                                       | Kiadó                                    | Korosztály    | Kiadott kötetek száma | Széria          | Eladott darabszám |
| ----------------------------- | ----------------------------------------------- | ---------------------------------------- | ------------- | --------------------- | --------------- | ----------------- |
| Hajime no Ippo                | George Morikawa                                 | Kodansha                                 | Sónen         | 116                   | 1989–napjainkig | 94 millió         |
| Kindaichi Case Files          | Kanari Józaburó, Amagi Szeimaru és Szató Fumija | Kodansha                                 | Sónen         | 70                    | 1992–napjainkig | 90 millió         |
| Bleach                        | Kubo Tite                                       | Shueisha                                 | Sónen         | 74                    | 2001–2016       | 90 millió         |
| Sazae-san                     | Haszegava Macsiko                               | Kodansha                                 | Dzsoszei      | 45                    | 1946–1974       | 86 millió         |
| Tsubasa kapitány              | Takahasi Jóicsi                                 | Shueisha                                 | Sónen/Szeinen | 92                    | 1981–napjainkig | 82 millió         |
| Vagabond                      | Takehiko Inoue                                  | Kodansha                                 | Seinen        | 37                    | 1998–napjainkig | 82 millió         |
| Kinnikuman                    | Judetamago                                      | Shueisha                                 | Sónen/Szeinen | 51                    | 1979–napjainkig | 70 millió         |
| Ruróni Kensin                 | Vacuki Nobuhiro                                 | Shueisha                                 | Sónen         | 28                    | 1994–1999       | 70 millió         |
| Sangokushi                    | Jokojama Micuteru                               | Ushio Shuppansha                         | Sónen         | 60                    | 1971–1986       | 70 millió         |
| Hunter × Hunter               | Togasi Josihiro                                 | Shueisha                                 | Sónen         | 33                    | 1998–napjainkig | 66 millió         |
| Fullmetal Alchemist           | Arakava Hiromu                                  | Enix (2001–2003) Square Enix (2003–2010) | Sónen         | 27                    | 2001–2010       | 65 millió         |
| Attack on Titan               | Iszajama Hadzsime                               | Kodansha                                 | Sónen         | 21                    | 2009–napjainkig | 90 millió         |
| Baki the Grappler             | Itagaki Keiszuke                                | Akita Shoten                             | Sónen         | 123                   | 1991–napjainkig | 63 millió         |
| Boys Over Flowers             | Kamio Joko                                      | Shueisha                                 | Sódzso        | 37                    | 1992–2003       | 61 millió         |
| Fairy Tail                    | Masima Hiro                                     | Kodansha                                 | Sónen         | 60                    | 2006–napjainkig | 60 millió         |
| Rokudenashi Blues             | Morita Maszanori                                | Shueisha                                 | Sónen         | 42                    | 1988–1997       | 60 millió         |
| Shoot!                        | Oosima Cukasza                                  | Kodansha                                 | Sónen         | 33                    | 1990–2003       | 60 millió         |
| Bad Boys                      | Tanak Hirosi                                    | Shōnen Gahōsha                           | Sónen         | 22                    | 1988–1996       | 55 millió         |
| H2                            | Adacsi Micuru                                   | Shogakukan                               | Sónen         | 34                    | 1992–1999       | 55 millió         |
| Major                         | Micuda Takuja                                   | Shogakukan                               | Sónen         | 78                    | 1994–2010       | 53 millió         |
| Minami no Teiō                | Tennódzsi Dai és Gó Rikija                      | Nihon Bungeisha                          | Sónen         | 141                   | 1992–napjainkig | 53 millió         |
| Ranma ½                       | Takahasi Rumiko                                 | Shogakukan                               | Sónen         | 38                    | 1987–1996       | 53 millió         |
| The Prince of Tennis          | Takesi Konomi                                   | Shueisha                                 | Sónen         | 42                    | 1999–2008       | 51 millió         |
| Devilman                      | Go Nagai                                        | Kodansha                                 | Sónen         | 5                     | 1972–1973       | 50 millió         |
| Dragon Quest: Dai no Daibōken | Szandzso Riku és Inada Kodzsi                   | Shueisha                                 | Sónen         | 37                    | 1989–1996       | 50 millió         |
| Gin Tama                      | Szoracsi Hideaki                                | Shueisha                                 | Sónen         | 67                    | 2003–napjainkig | 50 millió         |
| Glass Mask                    | Miucsi Szuzue                                   | Hakusensha                               | Sódzso        | 49                    | 1976–napjainkig | 50 millió         |
| Great Teacher Onizuka         | Fudzsiszava Tooru                               | Kodansha                                 | Sónen         | 25                    | 1997–2002       | 50 millió         |
| Rookies                       | Morita Maszanori                                | Shueisha                                 | Sónen         | 24                    | 1998–2003       | 50 millió         |
| Yu Yu Hakusho                 | Togasi Josihiro                                 | Shueisha                                 | Sónen         | 19                    | 1990–1994       | 50 millió         |

## 30 és 50 millió között
| Cím                                 | Szerző(k)                   | Kiadó                 | Korosztály    | Kiadott kötetek száma | Széria                | Eladott darabszám |
| ----------------------------------- | --------------------------- | --------------------- | ------------- | --------------------- | --------------------- | ----------------- |
| Dokaben                             | Mizusima Sindzsi            | Akita Shoten          | Shōnen        | 48                    | 1972–1981             | 48 millió         |
| Initial D                           | Sigeno Suicsi               | Kodansha              | Seinen        | 48                    | 1995–2013             | 48 millió         |
| Crows                               | Takahasi Hirosi             | Akita Shoten          | Shōnen        | 26                    | 1990–1998             | 46 millió         |
| Black Jack                          | Tezuka Oszamu               | Akita Shoten          | Shōnen        | 17                    | 1973–1983             | 45 millió         |
| InuYasha                            | Takahasi Rumiko             | Shogakukan            | Shōnen        | 56                    | 1998–2008             | 45 millió         |
| Shizukanaru Don – Yakuza Side Story | Nitta Tacuo                 | Jitsugyo no Nihon Sha | Seinen        | 108                   | 1988–2013             | 44 millió         |
| Crayon Shin-chan                    | Uszui Josito                | Futabasha             | Seinen        | 50                    | 1990–2010             | 43 millió         |
| Nana                                | Jazava Ai                   | Shueisha              | Shōjo         | 21                    | 2000–2009 (on hiatus) | 43 million        |
| Be-Bop High School                  | Kiucsi Kazuhiro             | Kodansha              | Seinen        | 48                    | 1983–2003             | 40 millió         |
| Berserk                             | Kentaro Miura               | Hakusensha            | Seinen        | 38                    | 1990–napjainkig       | 40 millió         |
| City Hunter                         | Hodzso Cukasza              | Shueisha              | Shōnen        | 35                    | 1985–1991             | 40 millió         |
| Cobra                               | Teraszava Buicsi            | Shueisha              | Shōnen        | 18                    | 1978–1984             | 40 millió         |
| Kachō Kōsaku Shima                  | Hirokane Kensi              | Kodansha              | Seinen        | 83                    | 1983–napjainkig       | 40 millió         |
| Kyō Kara Ore Wa!!                   | Nisimori Hirojuki           | Shogakukan            | Shōnen        | 38                    | 1988–1997             | 40 millió         |
| Tsurikichi Sanpei                   | Jagucsi Takao               | Kodansha              | Shōnen        | 65                    | 1973–1983             | 40 millió         |
| Yu-Gi-Oh!                           | Takahasi Kazuki             | Shueisha              | Shōnen        | 38                    | 1996–2004             | 40 millió         |
| Nodame Cantabile                    | Ninomija Tomoko             | Kodansha              | Josei         | 23                    | 2001–2009             | 37 millió         |
| 20th Century Boys                   | Uraszava Naoki              | Shogakukan            | Seinen        | 22                    | 1999–2006             | 36 millió         |
| Cooking Papa                        | Uejema Tocsi                | Kodansha              | Seinen        | 132                   | 1985–napjainkig       | 36 millió         |
| Crest of the Royal Family           | Hoszokava Csieko            | Akita Shoten          | Shōjo         | 59                    | 1976–napjainkig       | 36 millió         |
| Dr. Slump                           | Torijama Akira              | Shueisha              | Shōnen        | 18                    | 1980–1984             | 35 millió         |
| Sailor Moon                         | Takeucsi Naoko              | Kodansha              | Shōjo         | 18                    | 1991–1997             | 35 millió         |
| Saint Seiya                         | Kurumada Maszami            | Shueisha              | Shōnen        | 28                    | 1986–1990             | 34 millió         |
| 3×3 Eyes                            | Takada Juzo                 | Kodansha              | Seinen        | 40                    | 1987–2002             | 33 millió         |
| Chibi Maruko-chan                   | Szakura Momoko              | Shueisha              | Shōjo         | 16                    | 1986–2009             | 32 millió         |
| Bastard‼                            | Hagivara Kazusi             | Shueisha              | Shōnen/Seinen | 27                    | 1988–napjainkig       | 30 millió         |
| Chameleon                           | Kasze Acusi                 | Kodansha              | Shōnen        | 47                    | 1990–1999             | 30 millió         |
| Death Note                          | Ohba Cugumi és Obata Takesi | Shueisha              | Shōnen        | 12                    | 2003–2006             | 30 millió         |
| Gaki Deka                           | Jamagami Tacuhiko           | Akita Shoten          | Shōnen        | 26                    | 1974–1980             | 30 millió         |
| Jarinko Chie                        | Haruki Ecumi                | Futabasha             | Seinen        | 67                    | 1978–1997             | 30 millió         |
| Kuroko no Basket                    | Fudzsimaki Tadatosi         | Shueisha              | Shōnen        | 30                    | 2008–2014             | 30 millió         |
| Salaryman Kintarō                   | Motomija Hirosi             | Shueisha              | Seinen        | 30                    | 1994–2002             | 30 millió         |
| Shura no Mon                        | Kavahara Maszatosi          | Kodansha              | Shōnen        | 31                    | 1987–1996             | 30 millió         |
| Urusei Yatsura                      | Takahasi Rumiko             | Shogakukan            | Shōnen        | 34                    | 1978–1987             | 30 millió         |
| Ushio and Tora                      | Fudzsita Kazuhiro           | Shogakukan            | Shōnen        | 33                    | 1990–1996             | 30 millió         |

## 20 és 30 millió között
| Cím                           | Szerző(k)                               | Kiadó                                                   | Korosztály    | Kiadott kötetek száma | Széria          | Eladott darabszám |
| ----------------------------- | --------------------------------------- | ------------------------------------------------------- | ------------- | --------------------- | --------------- | ----------------- |
| Hayate Densetsu Tokkō no Taku | Hiroto Saki és Jūzō Tokoro              | Kodansha                                                | Shōnen        | 27                    | 1991–1997       | 29 millió         |
| Kingdom                       | Yasuhisa Hara                           | Shueisha                                                | Seinen        | 45                    | 2006–napjainkig | 28 millió         |
| Tokimeki Tonight              | Koi Ikeno                               | Shueisha                                                | Shōjo         | 30                    | 1982–1994       | 28 millió         |
| Worst                         | Hiroshi Takahashi                       | Akita Shoten                                            | Shōnen        | 31                    | 2002–2013       | 28 millió         |
| Itazura na Kiss               | Kaoru Tada                              | Shueisha                                                | Shōjo         | 23                    | 1990–1999       | 27 millió         |
| Yūkan Club                    | Yukari Ichijo                           | Shueisha                                                | Shōjo         | 19                    | 1982–2002       | 27 millió         |
| Asari-chan                    | Mayumi Muroyama                         | Shogakukan                                              | Shōjo         | 100                   | 1978–2014       | 26.5 millió       |
| Reborn!                       | Akira Amano                             | Shueisha                                                | Shōnen        | 42                    | 2004–2012       | 26.5 millió       |
| Baribari Legend               | Shuichi Shigeno                         | Kodansha                                                | Shōnen        | 38                    | 1983–1991       | 26 millió         |
| Futari Ecchi                  | Katsu Aki                               | Hakusensha                                              | Seinen        | 69                    | 1997–napjainkig | 26 millió         |
| Sakigake!! Otokojuku          | Akira Miyashita                         | Shueisha                                                | Shōnen        | 34                    | 1985–1991       | 26 millió         |
| Sámán király                  | Takei Hirojuki                          | Shueisha                                                | Shōnen        | 32                    | 1998–2004       | 26 millió         |
| Angel Heart                   | Tsukasa Hojo                            | Shinchosha (első széria) Tokuma Shoten (második széria) | Seinen        | 47                    | 2001–napjainkig | 25 millió         |
| Boys Be...                    | Masahiro Itabashi és Hiroyuki Tamakoshi | Kodansha                                                | Shōnen        | 32                    | 1991–1997       | 25 millió         |
| Hikaru no go                  | Yumi Hotta és Takeshi Obata             | Shueisha                                                | Shōnen        | 23                    | 1998–2003       | 25 millió         |
| Maison Ikkoku                 | Takahasi Rumiko                         | Shogakukan                                              | Seinen        | 15                    | 1980–1987       | 25 millió         |
| Miyuki                        | Mitsuru Adachi                          | Shogakukan                                              | Shōnen        | 12                    | 1980–1984       | 25 millió         |
| Seito Shokun!                 | Yoko Shoji                              | Kodansha                                                | Shōjo         | 65                    | 1977–napjainkig | 25 millió         |
| Tsuribaka Nisshi              | Jūzō Yamasaki és Kenichi Kitami         | Shogakukan                                              | Seinen        | 91                    | 1979–napjainkig | 25 millió         |
| Ace of Diamond                | Yuji Terajima                           | Kodansha                                                | Shōnen        | 47                    | 2006–2015       | 23 millió         |
| Haikjú!!                      | Haruichi Furudate                       | Shueisha                                                | Shōnen        | 24                    | 2012–napjainkig | 23 millió         |
| Neon Genesis Evangelion       | Szadamoto Josijuki                      | Kadokawa Shoten                                         | Shōnen/Seinen | 14                    | 1994–2013       | 23 millió         |
| D.Gray-man                    | Katsura Hoshino                         | Shueisha                                                | Shōnen        | 25                    | 2004–napjainkig | 22.5 millió       |
| Abu-san                       | Shinji Mizushima                        | Shogakukan                                              | Seinen        | 107                   | 1973–2014       | 22 millió         |
| Black Butler                  | Yana Toboso                             | Square Enix                                             | Shōnen        | 24                    | 2006–napjainkig | 22 millió         |
| Patalliro!                    | Mineo Maya                              | Hakusensha                                              | Shōjo         | 94                    | 1979–napjainkig | 22 millió         |
| Tokyo Ghoul                   | Sui Ishida                              | Shueisha                                                | Seinen        | 23                    | 2011–napjainkig | 22 millió         |
| Zatch Bell!                   | Makoto Raiku                            | Shogakukan                                              | Shōnen        | 33                    | 2001–2007       | 22 millió         |
| Dōbutsu no Oisha-san          | Noriko Sasaki                           | Hakusensha                                              | Shōnen        | 12                    | 1987–1993       | 21.6 millió       |
| Eyeshield 21                  | Riichiro Inagaki és Yusuke Murata       | Shueisha                                                | Shōnen        | 37                    | 2002–2009       | 21.6 millió       |
| Ashita no Joe                 | Ikki Kajiwara és Tetsuya Chiba          | Kodansha                                                | Shōnen        | 20                    | 1968–1973       | 20 millió         |
| Assassination Classroom       | Yūsei Matsui                            | Shueisha                                                | Shōnen        | 21                    | 2012–2016       | 20 millió         |
| Gantz                         | Hiroya Oku                              | Shueisha                                                | Seinen        | 37                    | 2000–2013       | 20 millió         |
| Ginga Legend Weed             | Yoshihiro Takahashi                     | Nihon Bungeisha                                         | Seinen        | 90                    | 1999–napjainkig | 20 millió         |
| Hell Teacher Nūbē             | Shō Makura és Takeshi Okano             | Shueisha                                                | Shōnen        | 31                    | 1993–1999       | 20 millió         |
| Kaiji                         | Nobuyuki Fukumoto                       | Kodansha                                                | Seinen        | 49                    | 1996–2009       | 20 millió         |
| Kimagure Orange Road          | Izumi Matsumoto                         | Shueisha                                                | Shōnen        | 18                    | 1984–1987       | 20 millió         |
| Kimi ni Todoke                | Karuho Shiina                           | Shueisha                                                | Shōjo         | 23                    | 2005–napjainkig | 20 millió         |
| Magi: The Labyrinth of Magic  | Shinobu Ohtaka                          | Shogakukan                                              | Shōnen        | 32                    | 2009–napjainkig | 20 millió         |
| Monster                       | Naoki Urasawa                           | Shogakukan                                              | Seinen        | 18                    | 1994–2001       | 20 millió         |
| Negima! Magister Negi Magi    | Ken Akamatsu                            | Kodansha                                                | Shōnen        | 38                    | 2003–2012       | 20 millió         |
| Oh My Goddess!                | Kōsuke Fujishima                        | Kodansha                                                | Seinen        | 48                    | 1988–2014       | 20 millió         |
| Shounen Ashibe                | Hiromi Morishita                        | Shueisha                                                | Seinen        | 8                     | 1988–1994       | 20 millió         |
| The Rose of Versailles        | Riyoko Ikeda                            | Shueisha                                                | Shōjo         | 10                    | 1972–1973       | 20 millió         |
| The Seven Deadly Sins         | Nakaba Suzuki                           | Kodansha                                                | Shōnen        | 24                    | 2012–napjainkig | 20 millió         |
| Sukeban Deka                  | Shinji Wada                             | Hakusensha                                              | Shōjo         | 22                    | 1976–1982       | 20 millió         |
| Tokyo Daigaku Monogatari      | Tatsuya Egawa                           | Shogakukan                                              | Seinen        | 34                    | 1992–2001       | 20 millió         |
| Toriko                        | Simabukuro Micutosi                     | Shueisha                                                | Shōnen        | 43                    | 2008–2016       | 20 millió         |
| Tsubasa: Reservoir Chronicle  | Clamp                                   | Kodansha                                                | Shōnen        | 28                    | 2003–2009       | 20 millió         |